# Pincho moruno

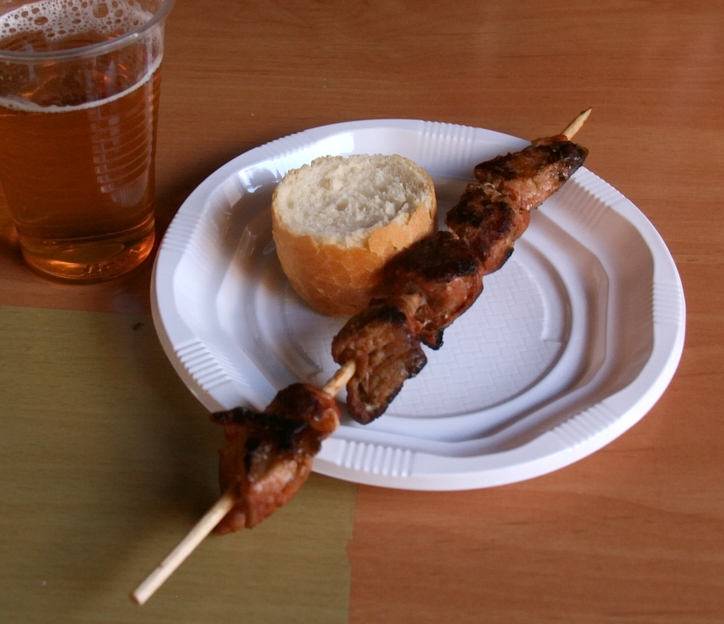
Ein Pincho moruno mit Baguette und einem Bier

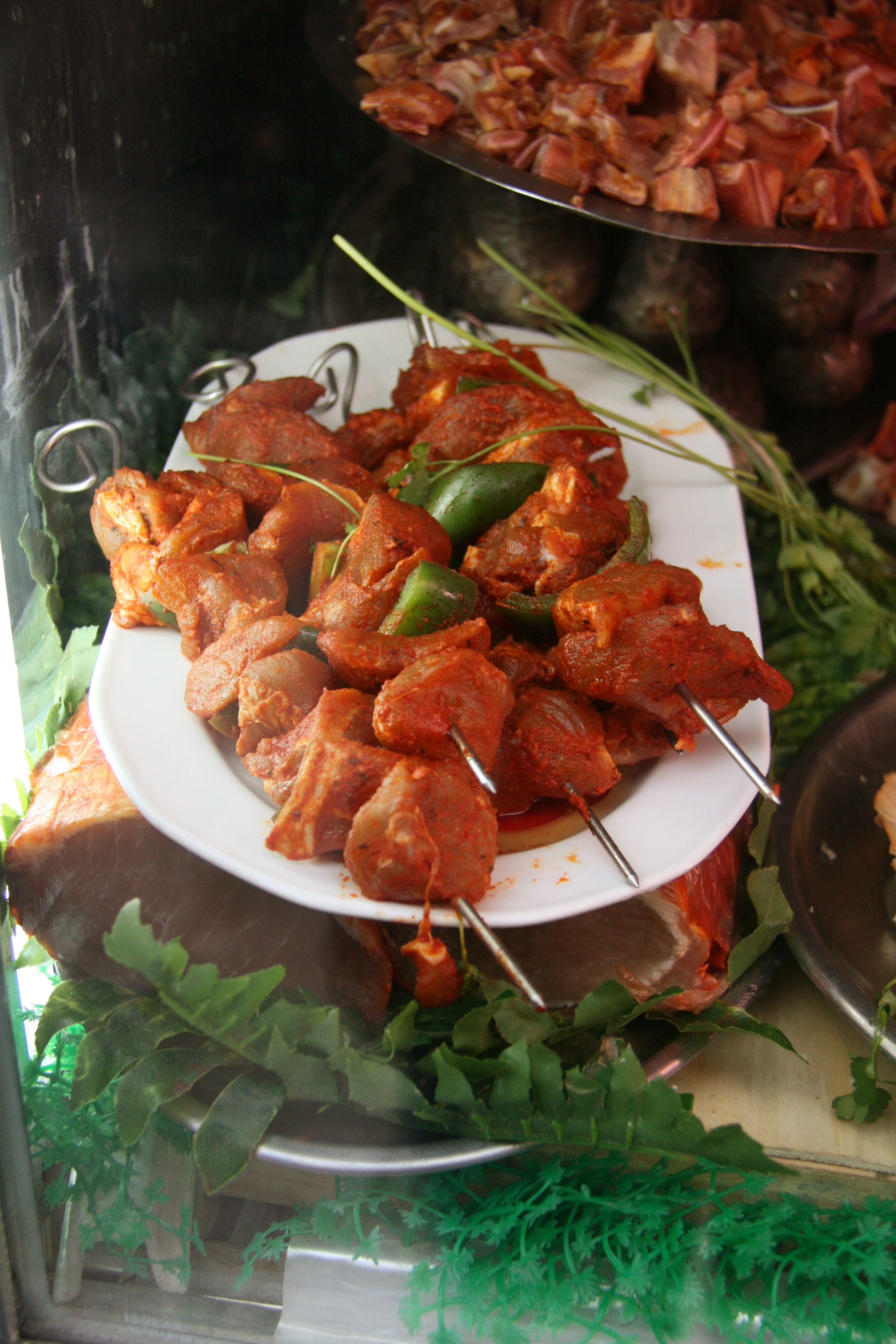
Angebot einer Madrider Fleischerei an fertig vorbereiteten Pinchos morunos sowie an gewürfeltem, mariniertem Fleisch (hinten)

Beim Pincho moruno (spanisch „Maurenspieß“) handelt es sich um ein Fleischgericht spanischen Ursprungs, das aus einem Fleischspieß aus Rind- oder Schweinefleisch besteht. In einigen Fällen wird auch Lammfleisch verwendet. Die Herkunft der Bezeichnung Maurenspieß ist ungeklärt. Möglicherweise spielt er nur auf die Ähnlichkeit dieser Spieße mit den arabischen Kebabs, wie dem Tschelo Kabab, an.

## Zubereitung
Das Fleisch wird in Stücke geschnitten, die eine Seitenlänge von ca. 1–2 Zentimetern haben sollten. Die Stücke werden in Olivenöl mit ein wenig Salz und mit Paprikapulver mariniert; je nach Geschmack kann man dafür süßen oder scharfen Paprika verwenden. In weniger typischen Varianten können der Marinade auch Harissa, Kümmel, Minze, Zitrone, Zwiebel, Knoblauch, Petersilie oder Korianderblätter in unterschiedlichen Mischungen hinzugefügt werden. Die Fleischstücke werden nach dem Marinieren auf Spieße aus Holz oder Metall gesteckt. Die bestückten Spieße werden dann gegrillt oder auch gebraten.
In den meisten spanischen Supermärkten und Fleischereien wird das gewürfelte Fleisch bereits fertig mariniert angeboten, oder es können dort fertig bestückte Spieße erworben werden. Das Gericht ist auch als tiefgekühlte Ware erhältlich.

## Angebot in der Gastronomie, Bräuche
Die Pinchos morunos werden in Bars in Spanien angeboten. Dort werden sie meist direkt vor den Augen des Gastes vom Kellner oder einem anderen Angestellten a la plancha zubereitet, also „auf dem Blech gebraten“.
In einigen Gegenden von Kastilien und León fragt der Kellner nach der Bestellung con o sin?, was „mit oder ohne?“ bedeutet. Er bezieht das auf die Verwendung von scharfen oder süßem Paprika bei der Marinade. In diesem Sinne bestellt derjenige, der mit con antwortet, scharf gewürzte Spieße.

## Verbreitung und Varianten
Der Pincho moruno wird in ganz Spanien angeboten. Der Pincho moruno wird auch in Marokko zubereitet, diese Variante ist aber nicht pikant gewürzt. Auch in den lateinamerikanischen Ländern wie Brasilien findet man ähnlich zubereitete Fleischspieße. Es wird anstelle des Fleisches auch Fisch verwendet.